# Blanzée
Blanzée is een gemeente in het Franse departement Meuse in de regio Grand Est en telt 20 inwoners (2009). De plaats maakt deel uit van het arrondissement Verdun.

## Geschiedenis
Blanzée werd tijdens de Eerste Wereldoorlog grotendeels vernietigd en heeft sindsdien geen kerk meer en nog maar weinig inwoners.
De gemeente maakte deel uit van het kanton Étain tot Blanzée op 22 maart 2015 werd opgenomen in het op die dag gevormde kanton Belleville-sur-Meuse.

## Geografie
De oppervlakte van Blanzée bedraagt 3,7 km², de bevolkingsdichtheid is dus 5,4 inwoners per km².
De onderstaande kaart toont de ligging van Blanzée met de belangrijkste infrastructuur en aangrenzende gemeenten.

## Demografie
Onderstaande figuur toont het verloop van het inwonertal (bron: INSEE-tellingen).